# (7812) Billward
(7812) Billward (1984 UT) – planetoida z grupy pasa głównego asteroid okrążająca Słońce w ciągu 4 lat i 236 dni w średniej odległości 2,78 j.a. Została odkryta 26 października 1984 roku.